# Dimitri Rebikoff

Dimitri Rebikoff

Dimitri Rebikoff (n. 1921, Paris, Franța – d. 1997, Florida, S.U.A.) a fost un inginer, inventator și scafandru francez de origine rusă.  Bunicul său, Vasili, a contribuit la dezvoltarea Forțelor Aeriene țariste, iar tatăl său a fost atașat la ambasada de la Paris, iar mai târziu, ucis la Praga de către KGB. În timpul celui de-Al Doilea Război Mondial, a fost trimis într-un lagăr de muncă în Germania.
După război, s-a întors la Paris și a studiat la Sorbona. Deschide un atelier la Lausanne unde concepe un colorimetru și inventează în 1947 primul flash fotografic, Éclatron, cu care a fost posibil pentru prima dată să fie fotografiată ieșirea unui glonț dintr-un pistol.
S-a căsătorit cu Ada Niggeler de asemeni, fotograf și se mută la Cannes unde are ocazia să experimenteze majoritatea invențiilor sale.
În 1950, el a dezvoltat primul blitz electronic submarin și prima carcasă etanșă pentru aparate de fotografiat subacvatic de mici dimensiuni, precum și pentru un aparat de fotografiere stereoscopic.
Concepe apoi un sistem de filmare subacvatică în formă hidrodinamică de torpilă, compus dintr-o cameră cinematografică de 16 mm, sistem de iluminat și sistem de propulsie, pe care îl numește Pégase sau „torpila cinematografică”. A fost creat pentru a ușura deplasarea sub apă, precum și o mai bună manevrare a camerei de filmat. La modelele mici ce cântăresc doar 2 kg sistemul de iluminat are o putere de 100 W fiind folosite pentru primplanuri, pe când sistemele profesionale au puteri de 600 W, 2400 W sau 10.000 W.
În 1959 s-a mutat în S.U.A., unde continuă să dezvolte câteva aparate de filmare subacvatică pentru U.S. Navy, precum și o arbaletă pentru vânătoare subacvatică.
În 1971 Rebikoff, împreună cu cercetătorii Manson Valentine și Pierre Carnac (pseudonimul literar al autorului român Dimitrie-Doru Todericiu), cercetează o serie de structuri subacvatice denumite „Zidurile din Bimini”, la adâncimea de numai zece metri la nord de insula Bimini din Bahamas, folosind un nou aparat de filmare subacvatică conceput de el, Remora M-114-E. S-a vehiculat ipoteza că aceste structuri subacvatice să se fi aflat în continentul legendar Atlantida și că ar constitui un drum către acesta în Atlanticul de Nord.
Începând cu anul 1980 Rebikoff împreună cu soția, înființează fundația Institute of Marine Technology în Fort Lauderdale, Florida, pentru dezvoltarea fotografiei și filmării subacvatice.
În semn de omagiu, în fiecare an, premiul Dimitri Rebikoff recompensează cele mai bune realizări video subacvatice în cadrul Festivalului Mondial de Imagini Subacvatice din Antibes.

## Lucrări publicate
Dimitri Rebikoff a scris o serie de cărți despre fotografiere și explorare subacvatică, care au fost publicate în franceză și germană, precum și în engleză.
- L'Exploration sous-marine, prefață de Yves Le Prieur, Arthaud, 1952.
- Sortilèges de Paris, Arthaud, 1952
- Photo sous-marine, ptrfață de Yves Le Prieur și cuvânt înainte de Henri Broussard, Publications Paul Montel, 1952
- La Pratique du flash électronique, Publications Paul Montel, 1955.
- En Avion sous la mer, Éditions Horay, 1956.
- L'Aviation sous-marine, Flammarion, 1961.
- Underwater Photography, Amphoto, 1975.

A scris de asemenea numeroase articole de specialitate, în special în revista Science et Vie.